# Abigail Doyle
Abigail Gutmann Doyle es una profesora de química A. Barton Hepburn en la Universidad de Princeton. Su investigación se centra en el desarrollo de nuevas transformaciones químicas.

## Biografía
Doyle nació en NJ, Princeton en 1980, hija de Michael W. Doyle y Amy Gutmann, octava presidenta de la Universidad de Pensilvania .
Años de pregrado
Como estudiante de pregrado, estudió química y biología química en la Universidad de Harvard y se graduó con títulos AB y AM summa cum laude en 2002. Durante sus estudios de pregrado, fue becaria de investigación de pregrado de verano de Pfizer en la American Chemistry Society (ACS). De mayo a agosto de 2000, trabajó como pasante en Bristol Meyers Squibb. Allí, estudió el proceso ayudando a la preparación de dapagliflozin. También trabajó como asistente de investigación de pregrado en la Universidad de Harvard en el laboratorio de Eric Jacobsen. Trabajó con su compañera postdoctoral M. Christina White estudiando el mecanismo de una nueva reacción de epoxidación catalizada por hierro de alquenos terminales y diseñando ligandos quirales para una variante asimétrica de la reacción.
Años de posgrado
Comenzó su carrera de posgrado como becaria de Ciencia e Ingeniería de la Defensa Nacional (NDSEG) en el Laboratorio DuBois en la Universidad de Stanford, trabajando en la preparación de complejos de Au (III) y su reactividad para la hidratación de alquenos inactivados. En septiembre de 2003, se trasladó a la Universidad de Harvard para continuar su trabajo de posgrado. Realizó su Ph.D. trabajando en el laboratorio de Jacobsen y junto a Sarah Reisman. Allí descubrió un enfoque para la adición enantioselectiva de nucleófilos a iones oxocarbenio promovidos por un catalizador de tiourea.

## Carrera
En julio de 2008, fue nombrada profesora asistente de química en la Universidad de Princeton. Fue ascendida al rango de Profesora Asociada con permanencia en 2013, y profesora titular con una silla dotada, la de Profesora de Química A. Barton Hepburn, en 2017.
Investigación
Durante su carrera independiente en Princeton, su grupo identificó las reacciones de acoplamiento cruzado catalítico con epóxido de estireno y aziridinas como electrófilos y fue pionero en varias otras transformaciones importantes utilizando catalizadores basados en Ni. Su reciente trabajo de colaboración con David MacMillan identificó un nuevo paradigma de acoplamiento cruzado que permite la combinación de fotoredox y catálisis de níquel.
El grupo ha estado involucrado en el desarrollo de la química de fluoración nucleofílica que permite la creación de moléculas farmacéuticamente relevantes con enlaces sp 3 -CF y sp 2 -CF.

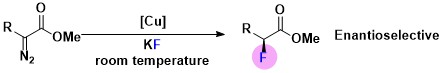
Figura 1: Optimización de la reacción de inserción de HF catalizada con cobre

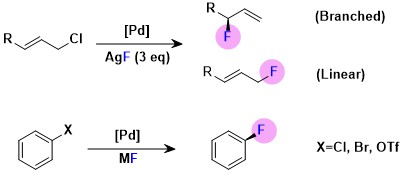
Figura 2: Formación del enlace CF por fluorización catalizada con Pd (0)

Otro proyecto en curso en el que el grupo está trabajando es el acoplamiento cruzado catalizado por Ni. Su objetivo es desarrollar nuevas reacciones de acoplamiento cruzado con electrófilos alifáticos clásicos, que incluyen epóxidos, aziridinas o acetales. Como se muestra en la figura, la catálisis con metallafotoredox asistida por níquel media en la acilación C (sp 3 ) -H. El grupo ha desarrollado un pre catalizador de níquel estable al aire que funciona en una variedad de transformaciones catalizadas por níquel conocidas.

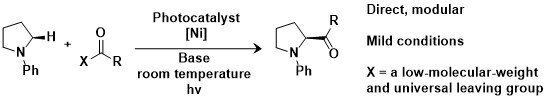
Figura 3: Reacción catalizada por Ni de acoplamiento cruzado C (sp ^{3}) -H con electrófilos acílicos

## Premios y honores
Algunos premios de su carrera independiente incluyen la beca de la Fundación Alfred P. Sloan (Fundación Alfred P. Sloan, 2012), Premio Amgen Young Investigator (2012), Premio Arthur C. Cope Scholar ( American Chemical Society, 2014), Bayer Early Excellence in Science Award (2013), Phi Lambda Upsilon National Fresenius Award (Phi Lamba Upsilon, 2014), Presidential Early Career Award para científicos e ingenieros (PECASE, 2014) BMS Beca sin restricciones en química orgánica sintética (2016) .
Es editora senior de la revista Accounts of Chemical Research.